# Список медалістів зимових Олімпійських ігор 1936
IV Зимові Олімпійські ігри проходили в німецькому місті Гарміш-Партенкірхен. Всього в змаганнях взяли участь 646 спортсменів з 28 країн світу. Було розіграно 17 комплектів нагород у 8 дисциплінах 4 видів спорту.

## Бобслей
| Дисципліна        | Золото                                                                | Срібло                                                                     | Бронза                                                                         |
| Чоловіки-двійки   | США · Іван Браун · Алан Вошбонд                                       | Швейцарія · Фріц Фаєрабенд · Йозеф Беерлі                                  | США · Гілберт Колгейт · Річард Лоуренс                                         |
| Чоловіки-четвірки | Швейцарія · П'єр Мюсі · Арнольд Гартманн · Шарль Був'є · Йозеф Беерлі | Швейцарія · Рето Кападрутт · Ганс Айхелє · Фріц Фаєрабенд · Ганс Бютікофер | Велика Британія · Фредерік Макевой · Джеймс Кардно · Кай Дадждол · Чарльз Грін |

## Гірськолижний спорт
| Дисципліна           | Золото                    | Срібло                     | Бронза                      |
| Чоловіки: комбінація | Франц Пфнюр · Німеччина   | Густав Ланчнер · Німеччина | Еміль Аллє · Франція        |
| Жінки: комбінація    | Крістль Кранц · Німеччина | Кете Гразеггер · Німеччина | Лайла Шу Нільсен · Норвегія |

## Ковзанярський спорт
| Дисципліна   | Золото                     | Срібло                      | Бронза                      |
| 500 метрів   | Івар Баллангруд · Норвегія | Георг Крог · Норвегія       | Лео Фрайзінгер · США        |
| 1500 метрів  | Шарль Матісен · Норвегія   | Івар Баллангруд · Норвегія  | Біргер Васеніус · Фінляндія |
| 5000 метрів  | Івар Баллангруд · Норвегія | Біргер Васеніус · Фінляндія | Антеро Ояла · Фінляндія     |
| 10000 метрів | Івар Баллангруд · Норвегія | Біргер Васеніус · Фінляндія | Макс Штіпль · Австрія       |

## Лижне двоборство
| Дисципліна    | Золото                    | Срібло                     | Бронза                    |
| індивідуальні | Оддбйорн Гаген · Норвегія | Олаф Гоффсбакен · Норвегія | Сверре Бродаль · Норвегія |

## Лижні гонки
| Дисципліна                   | Золото                                                                   | Срібло                                                                         | Бронза                                                                    |
| Чоловіки: 18 км              | Ерік Аугуст Ларссон · Швеція                                             | Оддбйорн Гаген · Норвегія                                                      | Пекка Ніємі · Фінляндія                                                   |
| Чоловіки: 50 км              | Еліс Віклунд · Швеція                                                    | Аксель Вікстрем · Швеція                                                       | Нільс-Юель Енглунд · Швеція                                               |
| Чоловіки: естафета 4 × 10 км | Фінляндія · Калле Ялканен · Клаес Карппінен · Матті Лягде · Суло Нурмела | Норвегія · Сверре Бродаль · Олаф Гоффсбаккен · Оддбйорн Гаген · Б'ярне Іверсен | Швеція · Мартін Матсбу · Юн Бергер · Ерік Аугуст Ларссон · Артур Геггблад |

## Стрибки з трампліна
| Дисципліна | Золото                 | Срібло                 | Бронза                     |
| Чоловіки   | Біргер Рууд · Норвегія | Свен Ерікссон · Швеція | Рейдар Андерсен · Норвегія |

## Фігурне катання
| Дисципліна                | Золото                                | Срібло                               | Бронза                                  |
| Чоловіче одиночне катання | Карл Шефер · Австрія                  | Ернст Баєр · Німеччина               | Фелікс Каспар · Австрія                 |
| Жіноче одиночне катання   | Соня Гені · Норвегія                  | Сесилія Колледж · Велика Британія    | Віві-Анн Гюлтен · Швеція                |
| Парне катання             | Максі Гербер · Ернст Баєр · Німеччина | Ільзе Паузін · Ерік Паузін · Австрія | Емілія Роттер · Ласло Соллаш · Угорщина |

## Хокей
| Золото          | Срібло | Бронза |
| Велика Британія | Канада | США    |